# Miley Cyrus & Her Dead Petz
Miley Cyrus & Her Dead Petz (с англ. «Майли Сайрус и её мёртвые питомцы») — пятый студийный альбом американской поп-певицы Майли Сайрус. Несмотря на её контракт с RCA Records, 30 августа 2015 года альбом-сюрприз был неожиданно выпущен независимо на онлайн-платформе SoundCloud, коммерческий релиз на цифровых музыкальных платформах и сервисах потоковой музыки состоялся 10 апреля 2017 года.

## Об альбоме
Сайрус начала планировать этот проект ещё в 2013 году, до выпуска Bangerz. Работа продолжилась в 2014 году в сотрудничестве с Уэйном Койном из The Flaming Lips и такими продюсерами как Mike Will Made It и Орен Йоэл (англ. Oren Yoel) (с последним она уже работала над Bangerz). Альбом включает в себя дуэты с Биг Шоном (который также ранее уже появлялся на Bangerz), Ариэлем Пинком и с солисткой группы Phantogram Сарой Бартел.
Анонс альбома состоялся на церемонии MTV Video Music Awards 2015, когда после своего выступления в конце шоу ведущая премии Майли Сайрус объявила, что её новый студийный альбом Miley Cyrus and Her Dead Petz доступен для бесплатного скачивания.
Продвижение альбома включало в себя выпуск трёх синглов и музыкальных видео на треки Dooo It!, Lighter и BB Talk, исполнение «Karen Don’t Be Sad» и «Twinkle Song» на шоу Saturday Night Live, а также мини-тур Milky Milky Milk по восьми городам США в ноябре-декабре 2015 года. The Flaming Lips исполнили «Karen Don't Be Sad» и «Tiger Dreams» во время импровизированного выступления в обсерватории в Санта-Ане (Калифорния) 12 октября 2015 года.

## Критика и признание
Роб Шеффилд в Rolling Stone назвал «Something About Space Dude» одной из лучших песен альбома, также отметив яркую и удачную строчку «Твои губы так меня заводят / Пока я пою стихи из Тибетской книги мёртвых (Your lips get me so wet / While I'm singing all the verses from the Tibetan Book of the Dead)» из трека «Milky Milky Milk», впрочем, заметив, что попытки Сайрус взять несколько высоких нот в стиле Уэйна Койна не подходят её низкому голосу.
Энни Залески из The A.V. Club назвала неотточенное звучание 92-минутного альбома «трудным для восприятия», однако похвалила его за «дерзкую смелость». По словам Джейсона Липшуца из Billboard, альбом стоит воспринимать как работу артиста, который «не желает быть подростковой поп-звездой»; и хотя некоторые части были откровенно «невыносимы для прослушивания», проект в целом оказался «хаотичным, несовершенным, провокационным и увлекательным». 
Элтон Джон похвалил певицу за её необычное сотрудничество с The Flaming Lips, назвав его «спонтанным, непредсказуемым... подобно тому, что делал Фрэнк Заппа в 60-е годы».
Джим Фабер из New York Daily News отмечал, что вокал Сайрус звучит так, «словно его записывали через бонг», что альбому «очень не хватает серьёзной редактуры», отчего он звучит «раздражающе для любого слушателя». По мнению Дэна Вайса из Spin, «отсутствие непредсказуемости... говорит о полном отсутствии воображения у Сайрус»; он также предположил, что певица столкнётся с «мощной волной негатива» при возвращении на рынок музыкального мейнстрима. По словам Вайса, самым интересным аспектом Miley Cyrus & Her Dead Petz была готовность RCA Records поддержать стратегию запуска и позволить Сайрус выпустить материал вне её контракта на запись: «До наступления эры бесплатных альбомов-сюрпризов звукозаписывающие компании обычно отказывались выпускать некоммерческие записи или потворствовали их провалу из-за отсутствия раскрутки». Меган Гарви из Pitchfork раскритиковала Сайрус за выпуск «типичного проекта тщеславия». 
Тем не менее альбом занял 10-е, 25-е и 42-е места в списках лучших альбомов 2015 года по версиям Entertainment Weekly, Time Out London и New Musical Express соответственно.

## Список композиций
| №   | Название                                                        | Длительность |
| --- | --------------------------------------------------------------- | ------------ |
| 1.  | «Dooo It!»                                                      | 3:35         |
| 2.  | «Karen Don't Be Sad»                                            | 4:52         |
| 3.  | «The Floyd Song (Sunrise)»                                      | 5:16         |
| 4.  | «Something About Space Dude»                                    | 3:28         |
| 5.  | «Space Boots»                                                   | 4:39         |
| 6.  | «Fuckin Fucked Up»                                              | 0:50         |
| 7.  | «BB Talk»                                                       | 4:32         |
| 8.  | «Fweaky»                                                        | 3:47         |
| 9.  | «Bang Me Box»                                                   | 3:41         |
| 10. | «Milky Milky Milk»                                              | 4:47         |
| 11. | «Slab Of Butter (Scorpion) (feat. Sarah Barthel Of Phantogram)» | 5:01         |
| 12. | «I'm So Drunk»                                                  | 0:46         |
| 13. | «I Forgive Yiew»                                                | 3:14         |
| 14. | «I Get So Scared»                                               | 3:53         |
| 15. | «Lighter»                                                       | 5:19         |
| 16. | «Tangerine (feat. Big Sean)»                                    | 5:05         |
| 17. | «Tiger Dreams (feat. Ariel Pink)»                               | 5:52         |
| 18. | «Evil Is But A Shadow»                                          | 4:35         |
| 19. | «Cyrus Skies»                                                   | 5:33         |
| 20. | «1 Sun»                                                         | 3:59         |
| 21. | «Miley Tibetan Bowlzzz»                                         | 2:09         |
| 22. | «Pablow The Blowfish»                                           | 3:30         |
| 23. | «Twinkle Song»                                                  | 3:43         |